# Xian de Feng (Shaanxi)
Pour les articles homonymes, voir Feng.
Le xian de Feng (凤县 ; pinyin : Fèng Xiàn) est un district administratif de la province du Shaanxi en Chine. Il est placé sous la juridiction de la ville-préfecture de Baoji.

## Démographie
La population du district était de 98 168 habitants en 1999.